# 巴勒珠尔拉布坦
巴勒珠尔拉布坦（藏語：དཔལ་འབྱོར་རབ་བརྟན་，威利转写：dpal 'byor rab brtan；19世纪—20世纪），屬青海蒙古族，是清末青海额鲁特和硕特前头旗人，和硕特前头旗札萨克多罗郡王。

## 生平
和硕特前头旗郡王春津为纳罕达尔济的曾孙，死后无子，巴勒珠尔拉布坦以族侄于光绪十三年（1887年）袭爵。光绪二十四年（1899年）赏三眼花翎，光绪三十二年（1907年）命在御前行走。1910年至1912年，巴勒珠尔拉布坦担任清朝资政院外藩王公世爵议员，作为青海蒙古代表。

## 家庭
- 先祖：察罕丹津，成吉思汗之弟哈布图哈萨尔的二十二世孙，康熙四十年（1701年）来朝，诏封多罗贝勒，雍正元年（1723年）晋封和硕亲王。[1]
- 先祖：旺舒克。因察罕丹津无子，以从孙旺舒克袭爵。[1]
- 先祖：旺丹多尔济帕拉木。旺舒克之子旺丹多尔济帕拉木袭爵后，无嗣，以其堂弟纳罕达尔济降袭札萨克多罗郡王。[1]